# Quốc hội Hoa Kỳ khóa 116
Quốc hội Hoa Kỳ thứ 116 (tiếng Anh: One Hundred Sixteenth United States Congress) là hội nghị ngành lập pháp hiện nay của Chính quyền Liên bang Hoa Kỳ, bao gồm Thượng viện và Hạ viện. Quốc hội được triệu tập tại Washington, D.C., ngày 3/1/2019, và kết thúc ngày 3/1/2021, trong năm thứ ba và thứ tư của Tổng thống Donald Trump. Thượng nghị sĩ được bầu năm 2014 theo quy định kết thúc nhiệm kỳ trong Quốc hội này và ghế trong Hạ viện được phân chia dựa theo Tổng điều tra dân số năm 2010.
Trong cuộc bầu cử giữa nhiệm kỳ tháng 11/2018, Đảng Dân chủ chiến thắng trở thành phe đa số mới trong Hạ viện, trong khi đó Đảng Cộng hòa tiếp tục củng cố là phe đa số trong Thượng viện. Do đó, Quốc hội trở thành Quốc hội chia rẽ đầu tiên kể từ Quốc hội khóa 113 năm 2013–2015, và chí rẽ đầu tiên giữa Thượng viện Cộng hòa/Hạ viện Dân chủ kể từ Quốc hội khóa 99 năm 1985–1987. Quốc hội có hơn 1/3 số nghị sĩ trẻ hơn độ tuổi trung bình của Quốc hội.

## Sự kiện chính
- 22/12/2018 – 25/1/2019: Chính phủ Hoa Kỳ đóng cửa 2018-2019
- 5/2/2019: Thông điệp Liên bang năm 2019[2] bị tạm hoãn từ ngày 29/1 do chính phủ đóng cửa một phần.[3]
- 15/2/2019: Tổng thống Trump tuyên bố Tình trạng Khẩn cấp Quốc gia Biên giới phía Nam Hoa Kỳ.
- 27/2/2019: Cựu luật sư của Trump Michael Cohen làm chứng trước Ủy ban Cải cách và Giám sát Hạ viện.[4]
- 24/3/2019: Điều tra Tư vấn Đặc biệt: Tổng Công tố Hoa Kỳ William Barr gửi bức thư tóm tắt về báo cáo Quốc hội của công tố viên đặc biệt Robert Mueller trong vấn đề điều tra sự can thiệp của Nga vào bầu cử Tổng thống năm 2016.
- 24/7/2019: Điều tra Tư vấn Đặc biệt: Công tố viên đặc biệt Robert Mueller làm chứng trước Ủy ban Tư pháp và Tình báo Hạ viện.
- 24/9/2019: Luận tội Donald Trump lần thứ nhất: Hạ viện công khai điều tra luận tội sau khi một người tố giác cáo buộc Tổng thống lạm dụng quyền lực của mình trong một cuộc gọi điện thoại với Tổng thống Ukraine.
- 13/12/2019: Luận tội Donald Trump lần thứ nhất: Ủy ban Tư pháp đã gửi hai bản báo cáo luận tội lên Hạ viện để bỏ phiếu.
- 18/12/2019: Luận tội Donald Trump lần thứ nhất: Hạ viện kết tội Tổng thống Trump.
- 16/1/2020 – 5/2/2020: Luận tội Donald Trump lần thứ nhất: Phiên tòa tại Thượng viện
- 4/2/2020: Thông điệp Liên bang năm 2020

## Pháp luật chính

### Ban hành
- 15/2/2019: Luật Ngân sách Bổ sung, 2019, Pub.L. 116–6, H.J. 31
- 12/3/2019: Luật Bảo tồn, Quản lý và Tái tạo, John D. Dingell Jr, Pub.L. 116–9, S. 47
- 29/7/2019: Luật Quỹ Đền bù Nạn nhân ngày 11 tháng 9 cho phép vĩnh viễn không bao giờ quên những anh hùng: James Zadroga, Ray Pfeifer, và Luis Alvarez, Pub.L. 116–34,  H.R. 1327
- 27/11/2019: Luật Dân chủ Nhân quyền Hong Kong, Pub.L. 116–76, S. 1838
- 20/12/2019: Luật Tăng cường Nghỉ hưu Thiết lập mọi Cộng đồng (SECURE) một phần của Luật Ngân sách Bổ sung Tăng cường, 2020, Pub.L. 116–94, S. 1865,

### Kiến nghị
- Dự luật viện
  - Luật Vì Nhân dân 2019, H.R. 1
  - Luật Bình đẳng, H.R. 5
  - Luật Ngân hàng Thực thi An toàn và Công bằng năm 2019, H.R. 1595
  - Luật Người đóng thuế đầu tiên năm 2019, H.R. 1957
- Nghị quyết chung viện
  - "Quyết nghị một số nỗ lực của Hoa Kỳ nhằm phản đối chấm dứt ngăn chặn các hoạt động quân sự của Thổ Nhĩ Kỳ chống lại lực lượng người Kurd Syria ở Đông Bắc Syria," H.J.Res. 77[5] (Viện đã thông qua)
  - "Loại bỏ thời điểm thông qua tu chính án quyền bình đẳng," H.J.Res. 79

#### Phủ quyết
(Với tiêu đề chính thức)
- 15/3/2019: Liên quan đến tình trạng khẩn cấp quốc gia được Tổng thống tuyên bố vào ngày 15 tháng 2 năm 2019. (H.J.Res. 46)
- 16/3/2019: Nghị quyết chung nhằm chỉ đạo loại bỏ Lực lượng Vũ trang Hoa Kỳ khỏi sự thù địch ở Cộng hòa Yemen chưa được Quốc hội cho phép. (S.J.Res. 7)

## Nghị quyết chính

### Phê chuẩn
- 31/10/2019: Chính thức bắt đầu một cuộc điều tra luận tội chống lại Donald Trump, H.Res. 660
- 18/12/2019: "Luận tội Donald John Trump, Tổng thống Hoa Kỳ, vì tội lạm quyền", H.Res. 755

### Kiến nghị
- "Công nhận nhiệm vụ của Chính phủ Liên bang để tạo ra một Thỏa thuận xanh mới", H.Res. 109

## Thành phần Quốc hội

### Thượng viện
|                              |                 |          |       |     |   |  |  |
| Dân chủ                      | Không đảng phái | Cộng hòa |       |     |   |  |  |
| Kết thúc Quốc hội khóa trước | 47              | 2        | 50    | 99  | 1 |  |  |
|                              |                 |          |       |     |   |  |  |
| Bắt đầu (3/1/2019)           | 45              | 2        | 52    | 99  | 1 |  |  |
| 8/1/2019                     | 45              | 2        | 53    | 100 | 0 |  |  |
| 31/12/2019                   | 45              | 2        | 52    | 99  | 1 |  |  |
| 6/1/2020                     | 45              | 2        | 53    | 100 | 0 |  |  |
| Thành phần lần cuối cùng     | 47,0%           | 47,0%    | 53,0% |     |   |  |  |

### Hạ viện
|                              |                 |          |       |     |   |  |  |  |  |  |  |  |  |  |  |  |  |  |  |  |  |  |  |  |  |  |  |  |  |  |  |  |  |  |  |  |  |  |  |  |  |  |  |  |  |  |  |  |  |  |  |  |  |  |  |  |  |  |  |  |  |  |  |  |  |  |  |  |  |  |  |  |  |  |  |  |  |  |  |  |  |  |  |  |  |  |  |  |  |  |  |  |  |  |  |  |  |  |
| Dân chủ                      | Không đảng phái | Cộng hòa |       |     |   |  |  |  |  |  |  |  |  |  |  |  |  |  |  |  |  |  |  |  |  |  |  |  |  |  |  |  |  |  |  |  |  |  |  |  |  |  |  |  |  |  |  |  |  |  |  |  |  |  |  |  |  |  |  |  |  |  |  |  |  |  |  |  |  |  |  |  |  |  |  |  |  |  |  |  |  |  |  |  |  |  |  |  |  |  |  |  |  |  |  |  |  |  |
| Kết thúc Quốc hội khóa trước | 196             | 0        | 236   | 432 | 3 |  |  |  |  |  |  |  |  |  |  |  |  |  |  |  |  |  |  |  |  |  |  |  |  |  |  |  |  |  |  |  |  |  |  |  |  |  |  |  |  |  |  |  |  |  |  |  |  |  |  |  |  |  |  |  |  |  |  |  |  |  |  |  |  |  |  |  |  |  |  |  |  |  |  |  |  |  |  |  |  |  |  |  |  |  |  |  |  |  |  |  |  |  |
|                              |                 |          |       |     |   |  |  |  |  |  |  |  |  |  |  |  |  |  |  |  |  |  |  |  |  |  |  |  |  |  |  |  |  |  |  |  |  |  |  |  |  |  |  |  |  |  |  |  |  |  |  |  |  |  |  |  |  |  |  |  |  |  |  |  |  |  |  |  |  |  |  |  |  |  |  |  |  |  |  |  |  |  |  |  |  |  |  |  |  |  |  |  |  |  |  |  |  |  |
| Bắt đầu (3/1/2019)           | 235             | 0        | 199   | 434 | 1 |  |  |  |  |  |  |  |  |  |  |  |  |  |  |  |  |  |  |  |  |  |  |  |  |  |  |  |  |  |  |  |  |  |  |  |  |  |  |  |  |  |  |  |  |  |  |  |  |  |  |  |  |  |  |  |  |  |  |  |  |  |  |  |  |  |  |  |  |  |  |  |  |  |  |  |  |  |  |  |  |  |  |  |  |  |  |  |  |  |  |  |  |  |
| 23/1/2019                    | 235             | 0        | 198   | 433 | 2 |  |  |  |  |  |  |  |  |  |  |  |  |  |  |  |  |  |  |  |  |  |  |  |  |  |  |  |  |  |  |  |  |  |  |  |  |  |  |  |  |  |  |  |  |  |  |  |  |  |  |  |  |  |  |  |  |  |  |  |  |  |  |  |  |  |  |  |  |  |  |  |  |  |  |  |  |  |  |  |  |  |  |  |  |  |  |  |  |  |  |  |  |  |
| 10/2/2019                    | 235             | 0        | 197   | 432 | 3 |  |  |  |  |  |  |  |  |  |  |  |  |  |  |  |  |  |  |  |  |  |  |  |  |  |  |  |  |  |  |  |  |  |  |  |  |  |  |  |  |  |  |  |  |  |  |  |  |  |  |  |  |  |  |  |  |  |  |  |  |  |  |  |  |  |  |  |  |  |  |  |  |  |  |  |  |  |  |  |  |  |  |  |  |  |  |  |  |  |  |  |  |  |
| 21/5/2019                    | 235             | 0        | 198   | 433 | 2 |  |  |  |  |  |  |  |  |  |  |  |  |  |  |  |  |  |  |  |  |  |  |  |  |  |  |  |  |  |  |  |  |  |  |  |  |  |  |  |  |  |  |  |  |  |  |  |  |  |  |  |  |  |  |  |  |  |  |  |  |  |  |  |  |  |  |  |  |  |  |  |  |  |  |  |  |  |  |  |  |  |  |  |  |  |  |  |  |  |  |  |  |  |
| 4/7/2019                     | 235             | 1        | 197   | 433 | 2 |  |  |  |  |  |  |  |  |  |  |  |  |  |  |  |  |  |  |  |  |  |  |  |  |  |  |  |  |  |  |  |  |  |  |  |  |  |  |  |  |  |  |  |  |  |  |  |  |  |  |  |  |  |  |  |  |  |  |  |  |  |  |  |  |  |  |  |  |  |  |  |  |  |  |  |  |  |  |  |  |  |  |  |  |  |  |  |  |  |  |  |  |  |
| 10/9/2019                    | 235             | 1        | 199   | 435 | 0 |  |  |  |  |  |  |  |  |  |  |  |  |  |  |  |  |  |  |  |  |  |  |  |  |  |  |  |  |  |  |  |  |  |  |  |  |  |  |  |  |  |  |  |  |  |  |  |  |  |  |  |  |  |  |  |  |  |  |  |  |  |  |  |  |  |  |  |  |  |  |  |  |  |  |  |  |  |  |  |  |  |  |  |  |  |  |  |  |  |  |  |  |  |
| 23/9/2019                    | 235             | 1        | 198   | 434 | 1 |  |  |  |  |  |  |  |  |  |  |  |  |  |  |  |  |  |  |  |  |  |  |  |  |  |  |  |  |  |  |  |  |  |  |  |  |  |  |  |  |  |  |  |  |  |  |  |  |  |  |  |  |  |  |  |  |  |  |  |  |  |  |  |  |  |  |  |  |  |  |  |  |  |  |  |  |  |  |  |  |  |  |  |  |  |  |  |  |  |  |  |  |  |
| 1/10/2019                    | 235             | 1        | 197   | 433 | 2 |  |  |  |  |  |  |  |  |  |  |  |  |  |  |  |  |  |  |  |  |  |  |  |  |  |  |  |  |  |  |  |  |  |  |  |  |  |  |  |  |  |  |  |  |  |  |  |  |  |  |  |  |  |  |  |  |  |  |  |  |  |  |  |  |  |  |  |  |  |  |  |  |  |  |  |  |  |  |  |  |  |  |  |  |  |  |  |  |  |  |  |  |  |
| 17/10/2019                   | 234             | 1        | 197   | 432 | 3 |  |  |  |  |  |  |  |  |  |  |  |  |  |  |  |  |  |  |  |  |  |  |  |  |  |  |  |  |  |  |  |  |  |  |  |  |  |  |  |  |  |  |  |  |  |  |  |  |  |  |  |  |  |  |  |  |  |  |  |  |  |  |  |  |  |  |  |  |  |  |  |  |  |  |  |  |  |  |  |  |  |  |  |  |  |  |  |  |  |  |  |  |  |
| 3/11/2019                    | 233             | 1        | 197   | 431 | 4 |  |  |  |  |  |  |  |  |  |  |  |  |  |  |  |  |  |  |  |  |  |  |  |  |  |  |  |  |  |  |  |  |  |  |  |  |  |  |  |  |  |  |  |  |  |  |  |  |  |  |  |  |  |  |  |  |  |  |  |  |  |  |  |  |  |  |  |  |  |  |  |  |  |  |  |  |  |  |  |  |  |  |  |  |  |  |  |  |  |  |  |  |  |
| 19/12/2019                   | 232             | 1        | 198   | 431 | 4 |  |  |  |  |  |  |  |  |  |  |  |  |  |  |  |  |  |  |  |  |  |  |  |  |  |  |  |  |  |  |  |  |  |  |  |  |  |  |  |  |  |  |  |  |  |  |  |  |  |  |  |  |  |  |  |  |  |  |  |  |  |  |  |  |  |  |  |  |  |  |  |  |  |  |  |  |  |  |  |  |  |  |  |  |  |  |  |  |  |  |  |  |  |
| 13/1/2020                    | 232             | 1        | 197   | 430 | 5 |  |  |  |  |  |  |  |  |  |  |  |  |  |  |  |  |  |  |  |  |  |  |  |  |  |  |  |  |  |  |  |  |  |  |  |  |  |  |  |  |  |  |  |  |  |  |  |  |  |  |  |  |  |  |  |  |  |  |  |  |  |  |  |  |  |  |  |  |  |  |  |  |  |  |  |  |  |  |  |  |  |  |  |  |  |  |  |  |  |  |  |  |  |
| Thành phần lần cuối cùng     | 53,8%           | 0,2%     | 45,9% |     |   |  |  |  |  |  |  |  |  |  |  |  |  |  |  |  |  |  |  |  |  |  |  |  |  |  |  |  |  |  |  |  |  |  |  |  |  |  |  |  |  |  |  |  |  |  |  |  |  |  |  |  |  |  |  |  |  |  |  |  |  |  |  |  |  |  |  |  |  |  |  |  |  |  |  |  |  |  |  |  |  |  |  |  |  |  |  |  |  |  |  |  |  |  |
| Thành viên không bỏ phiếu    | 3               | 1        | 2     | 6   | 0 |  |  |  |  |  |  |  |  |  |  |  |  |  |  |  |  |  |  |  |  |  |  |  |  |  |  |  |  |  |  |  |  |  |  |  |  |  |  |  |  |  |  |  |  |  |  |  |  |  |  |  |  |  |  |  |  |  |  |  |  |  |  |  |  |  |  |  |  |  |  |  |  |  |  |  |  |  |  |  |  |  |  |  |  |  |  |  |  |  |  |  |  |  |

## Lãnh đạo

### Thượng viện
- Chủ tịch (President): Mike Pence (R)[6]
- Chủ tịch tạm quyền (President pro tempore): Chuck Grassley (R)[6]
- Chủ tịch tạm quyền danh dự (President pro tempore emeritus): Patrick Leahy (D)

#### Lãnh đạo Đa số (R)
- Lãnh tụ Đa số (Majority Leader): Mitch McConnell[6][7][8]
- Phó Lãnh tụ Đa số (Majority Whip): John Thune[6][8]
- Chủ tịch Hội nghị (Conference Chair): John Barrasso[6][9]
- Phó chủ tịch Hội nghị (Conference Vice Chair): Joni Ernst[6][8][9]
- Chủ tịch Ủy ban Chính sách (Policy Committee Chair): Roy Blunt[6][9]
- Chủ tịch Ủy ban Chiến dịch (Campaign Committee Chair): Todd Young[6][9]
- Chủ tịch Ủy ban Định hướng (Steering Committee Chair): Mike Lee
- Nghị sĩ trưởng Kỷ luật (Chief Deputy Whip): Mike Crapo[10]
- Nghị sĩ Kỷ luật (Deputy Whip): Roy Blunt, Shelley Moore Capito, John Cornyn, Cory Gardner, James Lankford, Martha McSally, Rob Portman, Mitt Romney, Tim Scott, Thom Tillis, Todd Young[10]

#### Lãnh đạo Thiểu số (D)
- Lãnh tụ Thiểu số/Chủ tịch Phiên họp kín (Minority Leader/Caucus Chair): Chuck Schumer[6][8]
- Phó Lãnh tụ Thiểu số (Minority Whip): Dick Durbin[6][11]
- Phụ tá Lãnh tụ (Assistant Leader): Patty Murray[6]
- Chủ tịch Ủy ban Chính sách (Policy Committee Chair): Debbie Stabenow[6]
- Phó Chủ tịch Phiên họp kín (Caucus Vice Chairs): Mark Warner, Elizabeth Warren[6]
- Chủ tịch Ủy ban Định hướng (Steering Committee Chair): Amy Klobuchar[6]
- Chủ tịch Trợ giúp (Outreach Chair): Bernie Sanders[6]
- Phó Chủ tịch Ủy ban Chính sách (Policy Committee Vice Chair): Joe Manchin[6]
- Thư ký Phiên họp kín (Caucus Secretary): Tammy Baldwin[6]
- Chủ tịch Ủy ban Chiến dịch (Campaign Committee Chair): Catherine Cortez Masto[12]
- Nghị sĩ trưởng Kỷ luật (Chief Deputy Whip): Cory Booker, Jeff Merkley, Brian Schatz[13]

### Hạ viện
- Chủ tịch: Nancy Pelosi (D)

#### Lãnh đạo Đa số (D)
- Lãnh tụ Đa số (Majority Leader): Steny Hoyer[14]
- Phó Lãnh tụ Đa số (Majority Whip): Jim Clyburn[15]
- Phụ tá Lãnh tụ (Assistant Leader): Ben Ray Luján[16]
- Chủ tịch Phiên họp kín (Caucus Chair): Hakeem Jeffries[17]
- Phó chủ tịch Phiên họp kín (Caucus Vice Chair): Katherine Clark[18]
- Chủ tịch Ủy ban Chiến dịch (Campaign Committee Chair): Cheri Bustos[19]
- Chủ tịch Ủy ban Thông tin và Chính sách (Policy and Communications Committee Chair): David Cicilline[20]
- Phó Chủ tịch Ủy ban Thông tin và Chính sách (Policy and Communications Committee Co-Chairs): Matt Cartwright, Debbie Dingell, Ted Lieu[20]
- Phó chủ tịch Ủy ban Chính sách và Định hướng: Rosa DeLauro, Barbara Lee, Eric Swalwell[20]
- Phụ tá Phó Lãnh tụ (Assistant to the Majority Whip): Cedric Richmond[21]
- Nghị sĩ Cao cấp Kỷ luật (Senior Chief Deputy Whips): John Lewis, Jan Schakowsky[21]
- Nghị sĩ trưởng Kỷ luật (Chief Deputy Whips): Pete Aguilar, G. K. Butterfield, Henry Cuellar, Dan Kildee, Sheila Jackson Lee, Debbie Wasserman Schultz, Terri Sewell, Peter Welch[21]

#### Lãnh đạo Thiểu số (R)
- Lãnh tụ Thiểu số (Minority Leader): Kevin McCarthy[8][22]
- Phó Lãnh tụ Thiểu số (Minority Whip)): Steve Scalise[8][22]
- Chủ tịch Hội nghị (Conference Chair): Liz Cheney[8][22]
- Phó chủ tịch Hội nghị (Conference Vice Chair): Mark Walker[22]
- Thư ký Hội nghị (Conference Secretary): Jason Smith[22]
- Chủ tịch Ủy ban Chính sách (Policy Committee Chair): Gary Palmer[22]
- Chủ tịch Ủy ban Chiến dịch (Campaign Committee Chair): Tom Emmer[22]
- Nghị sĩ trưởng Kỷ luật (Chief Deputy Whip): Drew Ferguson[23]

## Thống kê
Hầu hết các thành viên của Quốc hội khóa này là Cơ đốc giáo (88.2%), với khoảng một nửa là Tin lành và 30.5% theo Công giáo. Jewish membership is 6.4%. Thành viên Do Thái là 6,4%. Các tôn giáo khác cũng có đại biểu bao gồm Phật giáo, Hồi giáo và Ấn Độ giáo. Một thượng nghị sĩ nói rằng cô ấy không bị ảnh hưởng tôn giáo, trong khi số lượng thành viên từ chối xác nhận tôn giáo của họ tăng lên.

### Thượng viện
Thượng viện bao gồm 75 nam và 25 nữ — số lượng phụ nữ nhiều nhất cho đến nay. Trong 6 tiểu bang, có cả hai thượng nghị sĩ đều là nữ; 13 tiểu bang có 1 nam và 1 nữ; và 31 tiểu bang có cả hai đều là nam. Có 91 người da trắng không phải gốc Tây Ban Nha, 4 người gốc Tây Ban Nha, 2 người da đen, 2 người châu Á và 1 thượng nghị sĩ đa chủng tộc. Ngoài ra có 2 thượng nghị sĩ là LGBTQ+.

### Hạ viện
Có 101 phụ nữ trong Hạ viện, số lượng lớn nhất trong lịch sử. Có 313 người da trắng không phải gốc Tây Ban Nha, 56 người da đen, 44 người gốc Tây Ban Nha, 15 người châu Á và 4 người Mỹ bản địa. Có 8 hạ nghị sĩ LGBTQ+. Hai nghị sĩ Dân chủ — Alexandria Ocasio-Cortez và Donna Shalala —là phụ nữ gia nhập Hạ viện trẻ nhất (30) và lớn tuổi nhất (78) trong lịch sử. Ngoài ra Rashida Tlaib (D-MI) và Ilhan Omar (DFL-MN) là hai phụ nữ Hồi giáo tham gia Hạ viện,  Sharice Davids (D-KS) và Deb Haaland (D-NM) là hai nghị sĩ bản địa đầu tiên.
Với việc bầu Carolyn Maloney phụ nữ đầu tiên trở thành Chủ tịch Ủy ban Giám sát Hạ viện, hiện số lượng có 6 Chủ tịch Ủy ban là nữ, lần đầu tiên trong lịch sử Quốc hội (hiện có tổng 26 phụ nữ đã là Chủ tịch Ủy ban trong Quốc hội các khóa), bao gồm Maxine Waters (Tài chính), Nita Lowey (Ngân sách), Zoe Lofgren (Quản trị), Eddie Bernice Johnson (Công nghệ, Vũ trụ và Khoa học), Nydia Velázquez (Kinh doanh nhỏ), và Kathy Castor là Chủ tịch Ủy ban Đặc biệt về Khủng hoảng Môi trường. Lowey và Kay Granger cũng là những người phụ nữ đầu tiên làm chủ tịch và Thành viên cao cấp (ranking member) của cùng một ủy ban trong cùng một Quốc hội kể từ khi Ủy ban Đặc biệt về Cửa hàng Làm đẹp, tồn tại từ năm 1967 đến 1977.

## Thành viên

### Thượng viện
Số thứ tự Thượng nghị sĩ được phân làm ba loại dựa theo thời gian bầu cử. Tất cả có số 1 là ghế đã được bầu vào cuộc bầu cử tháng 11/2018, nhóm này sẽ kết thúc nhiệm kỳ năm 2024. Nhóm thứ 2 có nhiệm kỳ từ 2014 và sẽ bầu lại năm 2020. Nhóm thứ 3 có nhiệm kỳ từ 2016 và sẽ bầu lại năm 2022.
| - 2. Doug Jones (D) - 3. Richard Shelby (R) - 2. Dan Sullivan (R) - 3. Lisa Murkowski (R) - 1. Kyrsten Sinema (D) - 3. Martha McSally (R) - 2. Tom Cotton (R) - 3. John Boozman (R) - 1. Dianne Feinstein (D) - 3. Kamala Harris (D) - 2. Cory Gardner (R) - 3. Michael Bennet (D) - 1. Chris Murphy (D) - 3. Richard Blumenthal (D) - 1. Tom Carper (D) - 2. Chris Coons (D) - 1. Rick Scott (R) (từ 8/1/2019) - 3. Marco Rubio (R) - 2. David Perdue (R) - 3. Johnny Isakson (R) (tới 31/12/2019) - Kelly Loeffler (R) (từ 6/1/2020) - 1. Mazie Hirono (D) - 3. Brian Schatz (D) - 2. Jim Risch (R) - 3. Mike Crapo (R) - 2. Dick Durbin (D) - 3. Tammy Duckworth (D) - 1. Mike Braun (R) - 3. Todd Young (R) - 2. Joni Ernst (R) - 3. Chuck Grassley (R) - 2. Pat Roberts (R) - 3. Jerry Moran (R) - 2. Mitch McConnell (R) - 3. Rand Paul (R) - 2. Bill Cassidy (R) - 3. John Kennedy (R) - 1. Angus King (I) - 2. Susan Collins (R) - 1. Ben Cardin (D) - 3. Chris Van Hollen (D) - 1. Elizabeth Warren (D) - 2. Ed Markey (D) - 1. Debbie Stabenow (D) - 2. Gary Peters (D) - 1. Amy Klobuchar (D) - 2. Tina Smith (D) - 1. Roger Wicker (R) - 2. Cindy Hyde-Smith (R) - 1. Josh Hawley (R) - 3. Roy Blunt (R) | - 1. Jon Tester (D) - 2. Steve Daines (R) - 1. Deb Fischer (R) - 2. Ben Sasse (R) - 1. Jacky Rosen (D) - 3. Catherine Cortez Masto (D) - 2. Jeanne Shaheen (D) - 3. Maggie Hassan (D) - 1. Bob Menendez (D) - 2. Cory Booker (D) - 1. Martin Heinrich (D) - 2. Tom Udall (D) - 1. Kirsten Gillibrand (D) - 3. Chuck Schumer (D) - 2. Thom Tillis (R) - 3. Richard Burr (R) - 1. Kevin Cramer (R) - 3. John Hoeven (R) - 1. Sherrod Brown (D) - 3. Rob Portman (R) - 2. Jim Inhofe (R) - 3. James Lankford (R) - 2. Jeff Merkley (D) - 3. Ron Wyden (D) - 1. Bob Casey Jr. (D) - 3. Pat Toomey (R) - 1. Sheldon Whitehouse (D) - 2. Jack Reed (D) - 2. Lindsey Graham (R) - 3. Tim Scott (R) - 2. Mike Rounds (R) - 3. John Thune (R) - 1. Marsha Blackburn (R) - 2. Lamar Alexander (R) - 1. Ted Cruz (R) - 2. John Cornyn (R) - 1. Mitt Romney (R) - 3. Mike Lee (R) - 1. Bernie Sanders (I) - 3. Patrick Leahy (D) - 1. Tim Kaine (D) - 2. Mark Warner (D) - 1. Maria Cantwell (D) - 3. Patty Murray (D) - 1. Joe Manchin (D) - 2. Shelley Moore Capito (R) - 1. Tammy Baldwin (D) - 3. Ron Johnson (R) - 1. John Barrasso (R) - 2. Mike Enzi (R) | Lãnh đạo đa số Thượng việnLãnh tụ Cộng hòa Mitch McConnellPhó Lãnh tụ Cộng hòa John Thune Lãnh đạo Thiểu số Thượng việnLãnh tụ Dân chủ Chuck SchumerPhó Lãnh tụ Dân chủ Dick Durbin |

#### Wyoming

Thành phần Thượng viện theo tiểu bang
2 Dân chủ (18 bang)
1 Dân chủ và 1 Cộng hòa (8 bang)
2 Cộng hòa (22 bang)

### Hạ viện
| - 1. Bradley Byrne (R) - 2. Martha Roby (R) - 3. Mike Rogers (R) - 4. Robert Aderholt (R) - 5. Mo Brooks (R) - 6. Gary Palmer (R) - 7. Terri Sewell (D) - AL. Don Young (R) - 1. Tom O'Halleran (D) - 2. Ann Kirkpatrick (D) - 3. Raúl Grijalva (D) - 4. Paul Gosar (R) - 5. Andy Biggs (R) - 6. David Schweikert (R) - 7. Ruben Gallego (D) - 8. Debbie Lesko (R) - 9. Greg Stanton (D) - 1. Rick Crawford (R) - 2. French Hill (R) - 3. Steve Womack (R) - 4. Bruce Westerman (R) - 1. Doug LaMalfa (R) - 2. Jared Huffman (D) - 3. John Garamendi (D) - 4. Tom McClintock (R) - 5. Mike Thompson (D) - 6. Doris Matsui (D) - 7. Ami Bera (D) - 8. Paul Cook (R) - 9. Jerry McNerney (D) - 10. Josh Harder (D) - 11. Mark DeSaulnier (D) - 12. Nancy Pelosi (D) - 13. Barbara Lee (D) - 14. Jackie Speier (D) - 15. Eric Swalwell (D) - 16. Jim Costa (D) - 17. Ro Khanna (D) - 18. Anna Eshoo (D) - 19. Zoe Lofgren (D) - 20. Jimmy Panetta (D) - 21. TJ Cox (D) - 22. Devin Nunes (R) - 23. Kevin McCarthy (R) - 24. Salud Carbajal (D) - 25. Katie Hill (D) (tới 3/11/2019) - Khuyết (từ 3/11/2019) - 26. Julia Brownley (D) - 27. Judy Chu (D) - 28. Adam Schiff (D) - 29. Tony Cárdenas (D) - 30. Brad Sherman (D) - 31. Pete Aguilar (D) - 32. Grace Napolitano (D) - 33. Ted Lieu (D) - 34. Jimmy Gomez (D) - 35. Norma Torres (D) - 36. Raul Ruiz (D) - 37. Karen Bass (D) - 38. Linda Sánchez (D) - 39. Gil Cisneros (D) - 40. Lucille Roybal-Allard (D) - 41. Mark Takano (D) - 42. Ken Calvert (R) - 43. Maxine Waters (D) - 44. Nanette Barragán (D) - 45. Katie Porter (D) - 46. Lou Correa (D) - 47. Alan Lowenthal (D) - 48. Harley Rouda (D) - 49. Mike Levin (D) - 50. Duncan D. Hunter (R) (tới 13/1/2020) - Khuyết (từ 13/1/2020 - 51. Juan Vargas (D) - 52. Scott Peters (D) - 53. Susan Davis (D) - 1. Diana DeGette (D) - 2. Joe Neguse (D) - 3. Scott Tipton (R) - 4. Ken Buck (R) - 5. Doug Lamborn (R) - 6. Jason Crow (D) - 7. Ed Perlmutter (D) - 1. John B. Larson (D) - 2. Joe Courtney (D) - 3. Rosa DeLauro (D) - 4. Jim Himes (D) - 5. Jahana Hayes (D) - AL. Lisa Blunt Rochester (D) - 1. Matt Gaetz (R) - 2. Neal Dunn (R) - 3. Ted Yoho (R) - 4. John Rutherford (R) - 5. Al Lawson (D) - 6. Michael Waltz (R) - 7. Stephanie Murphy (D) - 8. Bill Posey (R) - 9. Darren Soto (D) - 10. Val Demings (D) - 11. Daniel Webster (R) - 12. Gus Bilirakis (R) - 13. Charlie Crist (D) - 14. Kathy Castor (D) - 15. Ross Spano (R) - 16. Vern Buchanan (R) - 17. Greg Steube (R) - 18. Brian Mast (R) - 19. Francis Rooney (R) - 20. Alcee Hastings (D) - 21. Lois Frankel (D) - 22. Ted Deutch (D) - 23. Debbie Wasserman Schultz (D) - 24. Frederica Wilson (D) - 25. Mario Díaz-Balart (R) - 26. Debbie Mucarsel-Powell (D) - 27. Donna Shalala (D) - 1. Buddy Carter (R) - 2. Sanford Bishop (D) - 3. Drew Ferguson (R) - 4. Hank Johnson (D) - 5. John Lewis (D) - 6. Lucy McBath (D) - 7. Rob Woodall (R) - 8. Austin Scott (R) - 9. Doug Collins (R) - 10. Jody Hice (R) - 11. Barry Loudermilk (R) - 12. Rick W. Allen (R) - 13. David Scott (D) - 14. Tom Graves (R) - 1. Ed Case (D) - 2. Tulsi Gabbard (D) - 1. Russ Fulcher (R) - 2. Mike Simpson (R) - 1. Bobby Rush (D) - 2. Robin Kelly (D) - 3. Dan Lipinski (D) - 4. Jesús "Chuy" García (D) - 5. Mike Quigley (D) - 6. Sean Casten (D) - 7. Danny K. Davis (D) - 8. Raja Krishnamoorthi (D) - 9. Jan Schakowsky (D) - 10. Brad Schneider (D) - 11. Bill Foster (D) - 12. Mike Bost (R) - 13. Rodney Davis (R) - 14. Lauren Underwood (D) - 15. John Shimkus (R) - 16. Adam Kinzinger (R) - 17. Cheri Bustos (D) - 18. Darin LaHood (R) - 1. Pete Visclosky (D) - 2. Jackie Walorski (R) - 3. Jim Banks (R) - 4. Jim Baird (R) - 5. Susan Brooks (R) - 6. Greg Pence (R) - 7. André Carson (D) - 8. Larry Bucshon (R) - 9. Trey Hollingsworth (R) - 1. Abby Finkenauer (D) - 2. Dave Loebsack (D) - 3. Cindy Axne (D) - 4. Steve King (R) - 1. Roger Marshall (R) - 2. Steve Watkins (R) - 3. Sharice Davids (D) - 4. Ron Estes (R) - 1. James Comer (R) - 2. Brett Guthrie (R) - 3. John Yarmuth (D) - 4. Thomas Massie (R) - 5. Hal Rogers (R) - 6. Andy Barr (R) - 1. Steve Scalise (R) - 2. Cedric Richmond (D) - 3. Clay Higgins (R) - 4. Mike Johnson (R) - 5. Ralph Abraham (R) - 6. Garret Graves (R) - 1. Chellie Pingree (D) - 2. Jared Golden (D) - 1. Andy Harris (R) - 2. Dutch Ruppersberger (D) - 3. John Sarbanes (D) - 4. Anthony G. Brown (D) - 5. Steny Hoyer (D) - 6. David Trone (D) - 7. Elijah Cummings (D) (tới 17/10/2019) - Khuyết (từ 17/10/2019) - 8. Jamie Raskin (D) - 1. Richard Neal (D) - 2. Jim McGovern (D) - 3. Lori Trahan (D) - 4. Joe Kennedy III (D) - 5. Katherine Clark (D) - 6. Seth Moulton (D) - 7. Ayanna Pressley (D) - 8. Stephen F. Lynch (D) - 9. Bill Keating (D) - 1. Jack Bergman (R) - 2. Bill Huizenga (R) - 3. Justin Amash (R sau I) - 4. John Moolenaar (R) - 5. Dan Kildee (D) - 6. Fred Upton (R) - 7. Tim Walberg (R) - 8. Elissa Slotkin (D) - 9. Andy Levin (D) - 10. Paul Mitchell (R) - 11. Haley Stevens (D) - 12. Debbie Dingell (D) - 13. Rashida Tlaib (D) - 14. Brenda Lawrence (D) - 1. Jim Hagedorn (R) - 2. Angie Craig (DFL) - 3. Dean Phillips (DFL) - 4. Betty McCollum (DFL) - 5. Ilhan Omar (DFL) - 6. Tom Emmer (R) - 7. Collin Peterson (DFL) - 8. Pete Stauber (R) - 1. Trent Kelly (R) - 2. Bennie Thompson (D) - 3. Michael Guest (R) - 4. Steven Palazzo (R) | - 1. Lacy Clay (D) - 2. Ann Wagner (R) - 3. Blaine Luetkemeyer (R) - 4. Vicky Hartzler (R) - 5. Emanuel Cleaver (D) - 6. Sam Graves (R) - 7. Billy Long (R) - 8. Jason Smith (R) - AL. Greg Gianforte (R) - 1. Jeff Fortenberry (R) - 2. Don Bacon (R) - 3. Adrian Smith (R) - 1. Dina Titus (D) - 2. Mark Amodei (R) - 3. Susie Lee (D) - 4. Steven Horsford (D) - 1. Chris Pappas (D) - 2. Ann McLane Kuster (D) - 1. Donald Norcross (D) - 2. Jeff Van Drew (D sau R) - 3. Andy Kim (D) - 4. Chris Smith (R) - 5. Josh Gottheimer (D) - 6. Frank Pallone (D) - 7. Tom Malinowski (D) - 8. Albio Sires (D) - 9. Bill Pascrell (D) - 10. Donald Payne Jr. (D) - 11. Mikie Sherrill (D) - 12. Bonnie Watson Coleman (D) - 1. Deb Haaland (D) - 2. Xochitl Torres Small (D) - 3. Ben Ray Luján (D) - 1. Lee Zeldin (R) - 2. Peter T. King (R) - 3. Thomas Suozzi (D) - 4. Kathleen Rice (D) - 5. Gregory Meeks (D) - 6. Grace Meng (D) - 7. Nydia Velázquez (D) - 8. Hakeem Jeffries (D) - 9. Yvette Clarke (D) - 10. Jerry Nadler (D) - 11. Max Rose (D) - 12. Carolyn Maloney (D) - 13. Adriano Espaillat (D) - 14. Alexandria Ocasio-Cortez (D) - 15. José E. Serrano (D) - 16. Eliot Engel (D) - 17. Nita Lowey (D) - 18. Sean Patrick Maloney (D) - 19. Antonio Delgado (D) - 20. Paul Tonko (D) - 21. Elise Stefanik (R) - 22. Anthony Brindisi (D) - 23. Tom Reed (R) - 24. John Katko (R) - 25. Joseph Morelle (D) - 26. Brian Higgins (D) - 27. Chris Collins (R) (tới 1/10/2019) - Khuyết (từ 1/10/2019) - 1. G. K. Butterfield (D) - 2. George Holding (R) - 3. Walter B. Jones Jr. (R) (tới 10/2/2019) - Greg Murphy (R) (từ 10/9/2019) - 4. David Price (D) - 5. Virginia Foxx (R) - 6. Mark Walker (R) - 7. David Rouzer (R) - 8. Richard Hudson (R) - 9. Dan Bishop (R) (từ 10/9/2019) - 10. Patrick McHenry (R) - 11. Mark Meadows (R) - 12. Alma Adams (D) - 13. Ted Budd (R) - AL. Kelly Armstrong (R) - 1. Steve Chabot (R) - 2. Brad Wenstrup (R) - 3. Joyce Beatty (D) - 4. Jim Jordan (R) - 5. Bob Latta (R) - 6. Bill Johnson (R) - 7. Bob Gibbs (R) - 8. Warren Davidson (R) - 9. Marcy Kaptur (D) - 10. Mike Turner (R) - 11. Marcia Fudge (D) - 12. Troy Balderson (R) - 13. Tim Ryan (D) - 14. David Joyce (R) - 15. Steve Stivers (R) - 16. Anthony Gonzalez (R) - 1. Kevin Hern (R) - 2. Markwayne Mullin (R) - 3. Frank Lucas (R) - 4. Tom Cole (R) - 5. Kendra Horn (D) - 1. Suzanne Bonamici (D) - 2. Greg Walden (R) - 3. Earl Blumenauer (D) - 4. Peter DeFazio (D) - 5. Kurt Schrader (D) - 1. Brian Fitzpatrick (R) - 2. Brendan Boyle (D) - 3. Dwight Evans (D) - 4. Madeleine Dean (D) - 5. Mary Gay Scanlon (D) - 6. Chrissy Houlahan (D) - 7. Susan Wild (D) - 8. Matt Cartwright (D) - 9. Dan Meuser (R) - 10. Scott Perry (R) - 11. Lloyd Smucker (R) - 12. Tom Marino (R) (tới 23/1/2019) - Fred Keller (R) (từ 21/5/2019) - 13. John Joyce (R) - 14. Guy Reschenthaler (R) - 15. Glenn Thompson (R) - 16. Mike Kelly (R) - 17. Conor Lamb (D) - 18. Mike Doyle (D) - 1. David Cicilline (D) - 2. James Langevin (D) - 1. Joe Cunningham (D) - 2. Joe Wilson (R) - 3. Jeff Duncan (R) - 4. William Timmons (R) - 5. Ralph Norman (R) - 6. Jim Clyburn (D) - 7. Tom Rice (R) - AL. Dusty Johnson (R) - 1. Phil Roe (R) - 2. Tim Burchett (R) - 3. Chuck Fleischmann (R) - 4. Scott DesJarlais (R) - 5. Jim Cooper (D) - 6. John Rose (R) - 7. Mark E. Green (R) - 8. David Kustoff (R) - 9. Steve Cohen (D) - 1. Louie Gohmert (R) - 2. Dan Crenshaw (R) - 3. Van Taylor (R) - 4. John Ratcliffe (R) - 5. Lance Gooden (R) - 6. Ron Wright (R) - 7. Lizzie Fletcher (D) - 8. Kevin Brady (R) - 9. Al Green (D) - 10. Michael McCaul (R) - 11. Mike Conaway (R) - 12. Kay Granger (R) - 13. Mac Thornberry (R) - 14. Randy Weber (R) - 15. Vicente Gonzalez (D) - 16. Veronica Escobar (D) - 17. Bill Flores (R) - 18. Sheila Jackson Lee (D) - 19. Jodey Arrington (R) - 20. Joaquin Castro (D) - 21. Chip Roy (R) - 22. Pete Olson (R) - 23. Will Hurd (R) - 24. Kenny Marchant (R) - 25. Roger Williams (R) - 26. Michael C. Burgess (R) - 27. Michael Cloud (R) - 28. Henry Cuellar (D) - 29. Sylvia Garcia (D) - 30. Eddie Bernice Johnson (D) - 31. John Carter (R) - 32. Colin Allred (D) - 33. Marc Veasey (D) - 34. Filemon Vela Jr. (D) - 35. Lloyd Doggett (D) - 36. Brian Babin (R) - 1. Rob Bishop (R) - 2. Chris Stewart (R) - 3. John Curtis (R) - 4. Ben McAdams (D) - AL. Peter Welch (D) - 1. Rob Wittman (R) - 2. Elaine Luria (D) - 3. Bobby Scott (D) - 4. Donald McEachin (D) - 5. Denver Riggleman (R) - 6. Ben Cline (R) - 7. Abigail Spanberger (D) - 8. Don Beyer (D) - 9. Morgan Griffith (R) - 10. Jennifer Wexton (D) - 11. Gerry Connolly (D) - 1. Suzan DelBene (D) - 2. Rick Larsen (D) - 3. Jaime Herrera Beutler (R) - 4. Dan Newhouse (R) - 5. Cathy McMorris Rodgers (R) - 6. Derek Kilmer (D) - 7. Pramila Jayapal (D) - 8. Kim Schrier (D) - 9. Adam Smith (D) - 10. Denny Heck (D) - 1. David McKinley (R) - 2. Alex Mooney (R) - 3. Carol Miller (R) - 1. Bryan Steil (R) - 2. Mark Pocan (D) - 3. Ron Kind (D) - 4. Gwen Moore (D) - 5. Jim Sensenbrenner (R) - 6. Glenn Grothman (R) - 7. Sean Duffy (R) (tới 23/9/2019) - Khuyết (từ 23/9/2019) - 8. Mike Gallagher (R) - AL. Liz Cheney (R) - American Samoa. Amata Coleman Radewagen (R) - District of Columbia. Eleanor Holmes Norton (D) - Guam. Michael San Nicolas (D) - Northern Mariana Islands. Gregorio Sablan (I) - Puerto Rico. Jenniffer González (R) (PNP) - United States Virgin Islands. Stacey Plaskett (D) | Lãnh đạo đa số Hạ việnLãnh tụ Dân chủ Steny HoyerPhó Lãnh tụ Dân chủ Jim Clyburn Lãnh đạo Thiểu số Hạ việnLãnh tụ Cộng hòa Kevin McCarthyPhó Lãnh tụ Cộng hòa Steve Scalise |

Thành phần Hạ nghị sĩ theo quận
Dân chủ
Cộng hòa
Không đảng phái
Khuyết

## Thay đổi nghị sĩ

### Thượng viện
| Khu vực bầu cử | Trước              | Lý do thay đổi | Sau                | Ngày chính thức thay đổi |
| -------------- | ------------------ | --- | ------------------ | ------------------------ |
| Florida (1)    | Khuyết             | Thượng nghị sĩ đã được bầu nhưng chưa kết thúc nhiệm kỳ Thống đốc bang Florida.                                                                                               | Rick Scott (R)     | 8/1/2019                 |
| Georgia (3)    | Johnny Isakson (R) | Thượng nghị sĩ Johnny Isakson từ chức ngày 31/12/2019 và Kelly Loeffler được lựa chọn thay thế cùng ngày tiếp tục đảm nhiệm đến cuộc bầu cử đặc biệt tiểu bang ngày 3/11/2020 | Kelly Loeffler (R) | 6/1/2020                 |

### Hạ viện
| Khu vực bầu cử                           | Trước                   | Lý do thay đổi | Sau                 | Ngày chính thức thay đổi |
| ---------------------------------------- | ----------------------- | --- | ------------------- | ------------------------ |
| Khu vực quốc hội số 9 của North Carolina | Khuyết                  | Khuyết từ đầu nhiệm kỳ do cáo buộc gian lận trong cuộc tổng tuyển cử năm 2018 kết quả được không được công nhận. Một cuộc bầu cử đặc biệt đã được tổ chức vào ngày 10 tháng 9 năm 2019. | Dan Bishop (R)      | 17/9/2019                |
| Khu vực quốc hội số 12 của Pennsylvania  | Tom Marino (R)          | Từ chức ngày 23/1/2019. Một cuộc bầu cử đặc biệt được tổ chức ngày 21/5/2019. | Fred Keller (R)     | 3/6/2019                 |
| Khu vực quốc hội số 3 của North Carolina | Walter B. Jones Jr. (R) | Mất 10/2/2019. Một cuộc bầu cử đặc biệt được tổ chức ngày 10/9/2019. | Greg Murphy (R)     | 17/9/2019                |
| Khu vực quốc hội số 3 của Michigan       | Justin Amash (R)        | Thay đổi đảng ngày 4/7/2019. | Justin Amash (I)    | 4/7/2019                 |
| Khu vực quốc hội số 7 của Wisconsin      | Sean Duffy (R)          | Từ chức ngày 23/9/2019. Một cuộc bầu cử đặc biệt được tổ chức ngày 12/5/2020. |                     |                          |
| Khu vực quốc hội số 27 của New York      | Chris Collins (R)       | Từ chức ngày 1/10/2019. Một cuộc bầu cử đặc biệt được tổ chức ngày 28/4/2020. |                     |                          |
| Khu vực quốc hội số 7 của Maryland       | Elijah Cummings (D)     | Mất 17/10/2019. Một cuộc bầu cử đặc biệt được tổ chức ngày 28/4/2020. |                     |                          |
| Khu vực quốc hội số 25 của California    | Katie Hill (D)          | Từ chức 3/11/2019. Một cuộc bầu cử đặc biệt được tổ chức ngày 3/3/2020. |                     |                          |
| Khu vực quốc hội số 2 của New Jersey     | Jeff Van Drew (D)       | Thay đổi đảng 19/12/2019. | Jeff Van Drew (R)   | 19/12/2019               |
| Khu vực quốc hội số 50 của California    | Duncan D. Hunter (R)    | Từ chức ngày 13/1/2020. Ghế sẽ được bầu vào Quốc hội khóa sau. | Khuyết tới khóa sau | Khuyết tới khóa sau      |

## Ủy ban

### Thượng viện
| Ủy ban                                         | Chủ tịch                                                          | Thành viên cao cấp      |
| ---------------------------------------------- | ----------------------------------------------------------------- | ----------------------- |
| Lão hóa (Đặc biệt)                             | Susan Collins (R-ME)                                              | Bob Casey Jr. (D-PA)    |
| Nông nghiệp, Dinh dưỡng và Lâm nghiệp          | Pat Roberts (R-KS)                                                | Debbie Stabenow (D-MI)  |
| Phân bổ Ngân sách                              | Richard Shelby (R-AL)                                             | Patrick Leahy (D-VT)    |
| Quân vụ                                        | Jim Inhofe (R-OK)                                                 | Jack Reed (D-RI)        |
| Ngân hàng, Nhà ở và vấn đề Nông thôn           | Mike Crapo (R-ID)                                                 | Sherrod Brown (D-OH)    |
| Dự thảo ngân sách                              | Mike Enzi (R-WY)                                                  | Bernie Sanders (I-VT)   |
| Thương mại, Khoa học và Giao thông             | Roger Wicker (R-MS)                                               | Maria Cantwell (D-WA)   |
| Năng lượng và Tài nguyên Thiên nhiên           | Lisa Murkowski (R-AK)                                             | Joe Manchin (D-WV)      |
| Môi trường và Công trình công cộng             | John Barrasso (R-WY)                                              | Tom Carper (D-DE)       |
| Đạo đức (Đặc biệt)                             | Johnny Isakson (R-GA) tới 12/2019 James Lankford (R-OK) từ 1/2020 | Chris Coons (D-DE)      |
| Tài chính                                      | Chuck Grassley (R-IA)                                             | Ron Wyden (D-OR)        |
| Đối ngoại                                      | Jim Risch (R-ID)                                                  | Bob Menendez (D-NJ)     |
| Y tế, Giáo dục, Lao động và Lương hưu          | Lamar Alexander (R-TN)                                            | Patty Murray (D-WA)     |
| An ninh Nội địa và vấn đề Chính quyền          | Ron Johnson (R-WI)                                                | Gary Peters (D-MI)      |
| Vấn đề Da đỏ (Thường trực đặc biệt)            | John Hoeven (R-ND)                                                | Tom Udall (D-NM)        |
| Tình báo (Đặc biệt)                            | Richard Burr (R-NC)                                               | Mark Warner (D-VA)      |
| Kiểm soát Ma túy Quốc tế (Thường trực họp kín) | John Cornyn (R-TX)                                                | Dianne Feinstein (D-CA) |
| Tư pháp                                        | Lindsey Graham (R-SC)                                             | Dianne Feinstein (D-CA) |
| Quy tắc và Quản trị                            | Roy Blunt (R-MO)                                                  | Amy Klobuchar (D-MN)    |
| Kinh doanh nhỏ và Chủ doanh nghiệp             | Marco Rubio (R-FL)                                                | Ben Cardin (D-MD)       |
| Cựu chiến binh                                 | Johnny Isakson (R-GA) tới 12/2019 Jerry Moran (R-KS) từ 1/2020    | Jon Tester (D-MT)       |

### Hạ viện
| Ủy ban                              | Chủ tịch | Thành viên cao cấp     |
| ----------------------------------- | --- | ---------------------- |
| Nông nghiệp                         | Collin Peterson (D-MN)                                                                                           | Mike Conaway (R-TX)    |
| Phân bổ Ngân sách                   | Nita Lowey (D-NY)                                                                                                | Kay Granger (R-TX)     |
| Quân vụ                             | Adam Smith (D-WA)                                                                                                | Mac Thornberry (R-TX)  |
| Dự thảo ngân sách                   | John Yarmuth (D-KY)                                                                                              | Steve Womack (R-AR)    |
| Khủng hoảng Môi trường (Select)     | Kathy Castor (D-FL)                                                                                              | Garret Graves (R-LA)   |
| Giáo dục và Lao động                | Bobby Scott (D-VA)                                                                                               | Virginia Foxx (R-NC)   |
| Năng lượng và Thương mại            | Frank Pallone (D-NJ)                                                                                             | Greg Walden (R-OR)     |
| Đạo đức                             | Ted Deutch (D-FL)                                                                                                | Kenny Marchant (R-TX)  |
| Tài chính                           | Maxine Waters (D-CA)                                                                                             | Patrick McHenry (R-NC) |
| Đối ngoại                           | Eliot Engel (D-NY)                                                                                               | Michael McCaul (R-TX)  |
| An ninh Nội địa                     | Bennie Thompson (D-MS)                                                                                           | Mike Rogers (R-AL)     |
| Thi hành                            | Zoe Lofgren (D-CA)                                                                                               | Rodney Davis (R-IL)    |
| Tình báo (Thường trực đặc biệt)     | Adam Schiff (D-CA)                                                                                               | Devin Nunes (R-CA)     |
| Tư pháp                             | Jerrold Nadler (D-NY)                                                                                            | Doug Collins (R-GA)    |
| Hiện đại hóa Quốc hội (Đặc biệt)    | Derek Kilmer (D-WA)                                                                                              | Tom Graves (R-GA)      |
| Tài nguyên Thiên nhiên              | Raúl Grijalva (D-AZ)                                                                                             | Rob Bishop (R-UT)      |
| Giám sát và Cải cách                | Elijah Cummings (D-MD) (until ngày 17 tháng 10 năm 2019) Carolyn Maloney (D-NY) (from ngày 17 tháng 10 năm 2019) | Jim Jordan (R-OH)      |
| Quy tắc                             | Jim McGovern (D-MA)                                                                                              | Tom Cole (R-OK)        |
| Công nghệ, Vũ trụ và Khoa học       | Eddie Bernice Johnson (D-TX)                                                                                     | Frank Lucas (R-OK)     |
| Kinh doanh nhỏ                      | Nydia Velázquez (D-NY)                                                                                           | Steve Chabot (R-OH)    |
| Giao thông vận tải và Cơ sở hạ tầng | Peter DeFazio (D-OR)                                                                                             | Sam Graves (R-MO)      |
| Cựu chiến binh                      | Mark Takano (D-CA)                                                                                               | Phil Roe (R-TN)        |
| Thịnh vượng và Của cải              | Richard Neal (D-MA)                                                                                              | Kevin Brady (R-TX)     |

### Hỗn hợp
| Ủy ban   | Chủ tịch            | Phó Chủ tịch           | Thành viên cao cấp      | Thành viên thứ cấp     |
| -------- | ------------------- | ---------------------- | ----------------------- | ---------------------- |
| Kinh tế  | Mike Lee (R-UT)     | Carolyn Maloney (D-NY) | David Schweikert (R-AZ) | Martin Heinrich (D-NM) |
| Thư viện | Roy Blunt (R-MO)    | Zoe Lofgren (D-CA)     | Rodney Davis (R-IL)     | Amy Klobuchar (D-MN)   |
| In ấn    | Zoe Lofgren (D-CA)  | Roy Blunt (R-MO)       | Amy Klobuchar (D-MN)    | Rodney Davis (R-IL)    |
| Thuế     | Richard Neal (D-MA) | Chuck Grassley (R-IA)  | Ron Wyden (D-OR)        | Kevin Brady (R-TX)     |

## Giám đốc cơ quan lập pháp

### Thượng viện
- Tuyên úy: Barry C. Black[6]
- Nghị sĩ hùng biện: Elizabeth MacDonough[6]
- Thư ký: Julie E. Adams[6]
- Chấp hành viên: Michael C. Stenger[6]
- Thư ký Đa số: Laura Dove[6]
- Thư ký Thiểu số: Gary B. Myrick[6]

### Hạ viện
- Tuyên úy: Patrick J. Conroy[62]
- Chánh văn phòng: Phil Kiko[63]
- Trợ lý: Cheryl L. Johnson
- Sử gia: Matthew Wasniewski
- Nghị sĩ hùng biện: Thomas J. Wickham Jr.[64]
- Chấp hành viên: Paul D. Irving[65]

### Giám đốc cơ quan lập pháp
- Kiến trúc sư Điện Capitol: Khuyết (Thomas J. Carroll, quyền[66])
- Trưởng ban Tài chính chung Hoa Kỳ: Eugene Louis Dodaro[67]
- Chánh Văn phòng Ngân sách Quốc hội: Phill Swagel[68]
- Thủ thư Quốc hội: Carla Diane Hayden[69]
- Chánh văn phòng In ấn Chính quyền Hoa Kỳ: Khuyết[70]
- Cố vấn Văn phòng Cố vấn Xét duyệt Luật pháp: Ralph V. Seep[71]
- Cố vấn Văn phòng Cố vấn Lập pháp Hạ viện: Ernest Wade Ballou Jr.[72]